# Comunitat Flamenca de Bèlgica
La Comunitat Flamenca (en neerlandès: Vlaamse Gemeenschap) és una de les tres comunitats constitucionals de Bèlgica. És la institució oficial dels flamencs, la comunitat política constituïda per tots els habitants de la regió flamenca i dels habitants de la Regió de Brussel·les-Capital que parlen neerlandès, o que van triar definir-se com a flamencs (en particular, dels immigrants). A causa de l'absència d'esment de la pertinença regional sobre l'estat civil, i d'una subnacionalitat a Brussel·les, és impossible determinar exactament quants són els flamencs.
Els flamencs van decidir en consens al Parlament Flamenc organitzar les seves institucions regionals i exercir les competències regionals per la Comunitat (els càrrecs electes brussel·lesos no tenen el dret a votar respecte als afers regionals flamencs), i establir la seva capital i les institucions principals a Brussel·les, ciutat (i regió) que no forma part de la Regió Flamenca. Aquesta elecció de Brussel·les resulta de l'autonomia de les institucions prevista per la constitució belga. Les institucions flamenques justifiquen aquesta elecció pel desig de destacar la unitat de la Comunitat Flamenca i el suport del conjunt d'aquesta comunitat als flamencs de Brussel·les. Aquesta situació difereix de la dels francòfons, que s'enquadren en una sola Comunitat però en dues regions polític-administratives: la Regió Valona i Brussel·les-Capital.

## Els flamencs i la seva llengua
La llengua oficial de la Comunitat Flamenca és el neerlandès. En alguns municipis a la frontera amb altres regions, els anomenats “municipis amb facilitats lingüístiques”, els ciutadans francòfons d'aquests municipis tenen dret a alguns serveis públics locals en francès, incloses per exemple escoles maternals o primàries.
Molts francòfons utilitzen encara el terme flamenc quan volen parlar de la llengua que parlen els flamencs. És una presentació errònia en la mesura en què els flamencs comparteixen la seva llengua amb els neerlandesos (ambdós són neerlandòfons). L'idioma parlat a Flandes segueix les mateixes normes gramaticals que als Països Baixos, utilitza (gairebé) el mateix vocabulari i comparteix la mateixa literatura. Es tracta del “Standaardnederlands” ("neerlandès estàndard") la integritat i la promoció del qual estan garantides per l'organisme oficial flamenc-neerlandès “Nederlandse Taalunie” (“Unió de la Llengua Neerlandesa”).
Des del punt de vista lingüístic, el flamenc és el denominador com a màxim comú dels múltiples dialectes parlats a Flandes mentre que el neerlandès és la llengua oficial i acadèmica comuna als flamencs i als neerlandesos. No obstant això, es desaconsella aquest ús, atès que els dialectes flamencs són molt diferents entre si.

## Estructura
La Comunitat flamenca es divideix en 5 provínciess, 23 arrondissements administratius (dels quals 1 Brussel·les), 36 districtes provincials (d'ells 1 a Brussel·les), 111 cantons (d'ells 8 a Brussel·les) i 319 municipis (d'ells 19 a Brussel·les).
| Vlaamse Gemeenschap      | Vlaamse Gemeenschap      | Supranacionalitat      | Estat                     | Estat                                                                                     | Comunitat | Regió                                                                                     | Província                                                                                 | Arrondissement       | Districte            | Cantó                | Municipi         | Districte municipal   |
| ------------------------ | ------------------------ | ---------------------- | ------------------------- | ----------------------------------------------------------------------------------------- | --- | ----------------------------------------------------------------------------------------- | ----------------------------------------------------------------------------------------- | -------------------- | -------------------- | -------------------- | ---------------- | --------------------- |
| Administratiu            | Nivell                   | Unió Europea           | Bèlgica                   | Bèlgica                                                                                   | Flandes | Flandes                                                                                   | Antwerpen · Limburg · Flandes Occidental · Flandes Occidental · Brabant Flamenc           | 23                   | 23                   | 23                   | 319              | 9                     |
| Administratiu            | Nivell                   | Unió Europea           | Bèlgica                   | Bèlgica                                                                                   | Flandes | Regió Flamenca · Regió de Brussel·les-Capital                                             | Antwerpen · Limburg · Flandes Occidental · Flandes Occidental · Brabant Flamenc           | 23                   | 23                   | 23                   | 319              | 9                     |
| Administratiu            | Govern                   | Comissió Europea       | Govern Federal de Bèlgica | Govern Federal de Bèlgica                                                                 | Govern Flamenc --- College v.d. Vlaamse Gemeenschapscommissie College v.d. Gemeenschappelijke Gemeenschapscommissie | Govern Flamenc Govern de la Regió de Brussel·les-Capital                                  | Consell provicial                                                                         | Consell provicial    | Consell provicial    | Consell provicial    | Col·legi comunal | Col·legi de districte |
| Administratiu            | Parlament                | Parlament Europeu      | Senaat                    | Kamer van volksvertegenwoordigers                                                         | Parlament Flamenc --- Raad v.d. Vlaamse Gemeenschapscommissie Raad v.d. Gemeenschappelijke Gemeenschapscommissie    | Parlament Flamenc Parlament de la Regió de Brussel·les-Capital                            | Consell provincial                                                                        | Consell provincial   | Consell provincial   | Consell provincial   | Col·legi comunal | Col·legi de districte |
| Circumscripció electoral | Circumscripció electoral | Nederlands Kiescollege | Nederlands Kiescollege    | Antwerpen, Limburg, Vlaams-Brabant, Oost-Vlaanderen, West-Vlaanderen en Brussel-Hoofdstad | Antwerpen, Limburg, Vlaams-Brabant, Oost-Vlaanderen, West-Vlaanderen en Brussel-Hoofdstad                           | Antwerpen, Limburg, Vlaams-Brabant, Oost-Vlaanderen, West-Vlaanderen en Brussel-Hoofdstad | Antwerpen, Limburg, Vlaams-Brabant, Oost-Vlaanderen, West-Vlaanderen en Brussel-Hoofdstad | 13                   | 36                   | 111                  | 319              | 9                     |
| Eleccions                | Eleccions                | Europees               | Federals                  | Federals                                                                                  | Flamenques Brussel·lenques                                                                                          | Flamenques Brussel·lenques                                                                | Consells provincials                                                                      | Consells provincials | Consells provincials | Consells provincials | Municipals       | Districtes            |

## La política flamenca
Flandes s'ha convertit des de la conversió de Bèlgica en un estat federal, en una entitat federal dins de Bèlgica, amb el seu propi govern, el seu propi parlament, el seu propi pressupost amb ingressos propis i les seves pròpies organitzacions polítiques. Aquests són competents per a matèries tant de la comunitat com de la Regió i són controlats pel parlament i el govern en contrast amb la Regió Valona on aquestes forces estan en consells separats, el Consell de la Regió valona i el Consell de la Comunitat Francesa.
El parlament flamenc es reelegeix cada 5 anys. És el volksvertegenwoordiging de la Comunitat flamenca, i gaudeix de totes les forces legals dins de la regió de Flandes i per a totes les institucions de la comunitat flamenca, tals com les escoles neerlandòfones (incloent Brussel·les), per tant també per les escoles francòfones en municipis flamencs. Aquest parlament designa també als ministres del Govern flamenc. Les lleis del govern federal belga i la del govern flamenc són fixades per consulta democràtica entre les diverses comunitats. A Flandes però s'insisteix en una autonomia constitutiva. Flandes desitja regular la seva pròpia matèria d'impostos, administrativa, local i intermèdia. Les eines amb les qur Flandes compta ara han estat precisades en la Constitució belga i la Llei particular sobre la reforma de les institucions.
Flandes va adquirir la seva autonomia actual després d'una llarga lluita per l'emancipació. A Bèlgica des de 1830 els flamencs no van gaudir de cap dret polític i la seva llengua, el neerlandès, va ser discriminada i prohibida a la població de llavors en benefici del francès. Per la segona meitat del segle xix va aparèixer el Moviment flamenc. Aquest va adquirir influència política solament després de 1900, per la creació del dret al vot general, universal. Recentment en l'últim terç del segle xx els flamencs van aconseguir igualtat de drets.
Les reformes d'aquest període preveien convertir a les regions belgues, en comunitats autònomes. Flandes decidia l'any 1980, per una Comunitat Flamenca i la Regió Flamenca. Ara existeixen el parlament flamenc i el govern flamenc. Entre els assumptes tractats pels membres electes del parlament de Brussel·les no estan les matèries de la regió, no obstant això haver-hi majoria flamenca. El govern flamenc té la seva capital a Brussel·les, igual que el govern federal (el govern de la Regió valona té la seva capital en Namur).
La Comunitat flamenca inclou tots els habitants de la regió de Flandes i als habitants neerlandòfons de la bilingüe Regió de Brussel·les-Capital. Té competències per la llengua, cultura, educació i les matèries pròpies d'ella, la seguretat social i l'assistència mèdica. No obstant això el govern federal encara preserva poder considerable i continua administrant la major part dels recursos. També les institucions financeres continuen estant en condició federal.
Flandes té, en comparació amb altres estats en països federals com el Canadà, Suïssa, Alemanya i els EUA, menys poder i menys autonomia d'impostos. Així la legislatura nacional preserva la capacitat referent a la Seguretat Social, allí on la major part dels altres estats federals tenen una responsabilitat compartida amb el govern nacional. En altres camps l'autonomia està molt més avançada que en altres estats federals.